# Bitwa o Autun
Bitwa pod Autun – walki stoczone od czerwca do września 1944 r. w czasie powstania we Francji w końcowym okresie II wojny światowej w okolicy Autun.

## Tło sytuacyjne
We francuskim ruchu oporu (fr. Résistance) działało w czasie II wojny światowej ok. 40 tys. Polaków, głównie spośród Polonii i polskich uchodźców oraz wojskowych. W wyniku działań zbrojnych i represji zginęło ok. 5 tys. Polaków. Najsilniejszymi organizacjami podziemnymi we Francji były będące częścią Résistance, Polska Organizacja Walki o Niepodległość (POWN) licząca ok. 15 tys. członków oraz Polski Komitet Wyzwolenia Narodowego we Francji powstały w lutym 1944 r, którego oddziałem zbrojnym była Polska Milicja Patriotyczna, a później 19 i 29 Zgrupowania Piechoty Polskiej.
Francuski Komitet Wyzwolenia Narodowego generała Charles'a de Gaulle'a po wylądowaniu aliantów w Normandii 6 czerwca oraz na południu Francji w okolicach Marsylii i Tulonu 15 sierpnia 1944 roku uaktywnił komórki francuskiego ruchu oporu. Walka weszła w nową fazę. Zadaniem ruchu oporu było odtąd sparaliżowanie transportu wroga, ograniczenie jego ruchu i manewru, niszczenie środków łączności.

## Przebieg
Latem 1944 r. Polacy brali szeroki udział w powstaniu we Francji, m.in. w wyzwoleniu szeregu miast w tym: Marsylii, Nicei, Grenoble, Lille, Nîmes, Autun i Paryża. Jednym z najbardziej aktywnych oddziałów polskich we francuskim ruchu oporu był Oddział im. Adama Mickiewicza pod dowództwem mjra Mieczysława Bargiela ps. mjr Roger (według nomenklatury francuskiej 9 batalion im. A. Mickiewicza Zgrupowania Charlot FFI okręgu (Francuskie Siły Wewnętrzne). Oddział powstał w 1942 r. w pobliżu Autun - bazy zaopatrzeniowej w materiały pędne wojsk niemieckich oraz ważnego węzła komunikacyjnego. Do oddziału Bargiela dołączyły grupy Franciszka Ortowskiego ps. Fernand i Teodora Płonki z grupą jeńców radzieckich. Partyzanci francuscy nazywali Rosjan i Ukraińców Kozakami. Oddział, stacjonujący w okolicach Uchon liczył ok. 90 uzbrojonych partyzantów. 15 czerwca partyzantów w rejonie Uchon zaatakowały wojska niemieckie. W walkach zginęło 10 partyzantów, kilku było rannych. Przyczyną ataku Niemców była nadmierna koncentracja oddziałów leśnych i zbyt długie przebywanie w newralgicznym dla nich terenie. Obok Polaków pod Uchon były dwa oddziały francuskie. W lipcu nastąpiła ponowna koncentracja oddziału na większym obszarze. Oddział rozrósł się do 600-osobowego batalionu. W połowie lipca batalion wzmógł aktywność bojową. Utrzymywał gros sił w rejonie rozśrodkowania, atakował niewielkimi grupami, wysadzając mosty, utrudniając komunikację, prowadząc działalność sabotażową w zakładach pracy i kopalniach. 15 sierpnia, po wylądowaniu aliantów w Prowansji rozpoczęto ataki na kolumny, posterunki i siedziby hitlerowców. W początkach września batalion rozpoczął działania na drogach odwrotu i ewakuacji wojsk niemieckich. Stosowano taktykę budowy dużych zawał leśnych zmuszając Niemców do postoju. Atakowano zatrzymane kolumny wroga opóźniając ich odwrót, zadając straty w ludziach i sprzęcie.
W dniach 5–6 września, na drodze do Autun, 1 kompania pod dowództwem por. Wincentego Winiarskiego ps. August, współdziałając z batalionem FFI oraz z trzema załogami pancernymi 2 pułku grenadierów 1 Dywizji Pancernej francuskiej Armii B, które przedarły się w te okolice, rozbili pod Laizy kolumnę wroga, biorąc 136 jeńców i zdobywając broń. 9 września pluton por. Babskiego, działając nadal w rejonie, po starciu z Niemcami wziął do niewoli 22 jeńców w tym 6 oficerów. Następnie kompania dołączyła do batalionu, który od 8 września wszedł do walki o miasto Autun w składzie kilku ugrupowań bojowych FFI. Miasta broniła trzytysięczna niemiecka załoga, której z pomocą szły z południa cofające się wojska niemieckie. W odwecie za atak partyzantów na miasto niemiecki dowódca Autun nakazał rozstrzelać 27 zakładników. Wieczorem kompanie batalionu zdobyły szkołę zamienioną przez okupanta w koszary. Miasto zostało zdobyte przez polskich partyzantów. W walce zginęli dowódca 3. kompanii por. Stanisław Kocik i kilku oficerów oraz kilkunastu szeregowych partyzantów. W Autun walki zakończyły się 12 września. W tym dniu do Autun po walkach w Normandii, doszła amerykańska 83 Dywizja Piechoty. Tego dnia w Autun spotkały się po raz pierwszy siły alianckie z Normandii i Prowansji. Batalion im. Adama Mickiewicza wyróżnił się przy zdobywaniu Autun. Po wyzwoleniu Autun 9 batalion im. Adama Mickiewicza pozostał w mieście zajmując zdobyte koszary. W letnich walkach batalion stracił 14 zabitych i 14 rannych.

## Upamiętnienie
Walki o Autun zostały, po 1945 r., upamiętnione na jednej z tablic na Grobie Nieznanego Żołnierza w Warszawie napisem: „AUTUN 8 VIII 1944”.
W Grenoble była aktywna Polska Organizacja Wojskowa we Francji – Batalion Warszawski.